# Bolosauridae
Famille
Bolosauridae est une famille fossile de Parareptilia de l'ordre des Procolophonomorpha

## Historique
La famille des Bolosauridae est apparue à la toute fin du Carbonifère lors de la période du Gzhélien entre 303,7 et 298,9 millions d'années et a vécu jusqu'au Permien lors de la période du Roadien, il est possible que cette famille ait vécu jusqu'à la fin du Trias mais ce n'est pas sûr,,,,. Les fossiles de cette famille ont été uniquement découverts dans l'hémisphère nord actuel, en Amérique du Nord, en Chine, en Allemagne, en Russie et en France,,,,. Les Bolosauridae avait la particularité d'être des bipèdes alors que les autres Parareptilia et les autres Tetrapoda en général étaient des quadrupèdes à cette époque,,,,. On suppose par l'étude de leurs dents qu'ils étaient herbivores. Ils constituaient un groupe relativement rare et n'ont pas eu de descendant,,,,. Ils ont pour la première fois été découverts et décrits par Edward Drinker Cope en 1878 dans les Lits rouges du Texas et de l'Oklahoma que Cope fouilla en 1877 au Texas,,,,.

## Classification
|  | Bolosaurus grandis  |
|  |                     |
|  | Bolosaurus striatus |
|  |                     |
|  | Bolosaurus traati   |
|  |                     |
|  | Bolosaurus major    |
|  |                     |

|  | Belebey chengi          |
|  |                         |
|  | Belebey maximi          |
|  |                         |
|  | Belebey vegrandis       |
|  |                         |
|  | Belebey augustodunensis |
|  |                         |

|  | Bolosaurus grandis  |
|  |                     |
|  | Bolosaurus striatus |
|  |                     |
|  | Bolosaurus traati   |
|  |                     |
|  | Bolosaurus major    |
|  |                     |

|  | Belebey chengi          |
|  |                         |
|  | Belebey maximi          |
|  |                         |
|  | Belebey vegrandis       |
|  |                         |
|  | Belebey augustodunensis |
|  |                         |

|  | Bolosaurus grandis  |
|  |                     |
|  | Bolosaurus striatus |
|  |                     |
|  | Bolosaurus traati   |
|  |                     |
|  | Bolosaurus major    |
|  |                     |

|  | Belebey chengi          |
|  |                         |
|  | Belebey maximi          |
|  |                         |
|  | Belebey vegrandis       |
|  |                         |
|  | Belebey augustodunensis |
|  |                         |

|  | Bolosaurus grandis  |
|  |                     |
|  | Bolosaurus striatus |
|  |                     |
|  | Bolosaurus traati   |
|  |                     |
|  | Bolosaurus major    |
|  |                     |

|  | Belebey chengi          |
|  |                         |
|  | Belebey maximi          |
|  |                         |
|  | Belebey vegrandis       |
|  |                         |
|  | Belebey augustodunensis |
|  |                         |

## Découvertes
Les premières découvertes de fossiles appartenant à cette famille ont été faites au sud des États-Unis au Texas et faisant partie du genre Bolosaurus, l'espèce découverte par Cope fut nommée B. striatus, le genre Bolosaurus est connu aux États-Unis ainsi qu'en Russie avec Bolosaurus traati décrit en 1974. En France des fossiles de cette famille ont été découverts dans la région d'Autun et ont été décrits en 2012, cette espèce étant membre du genre Belebey et fut nommée Belebey augustodunensis, le genre Belebey a aussi été découvert en Russie et en Chine avec Belebey chengi découvert dans le Gansu dans la formation Qingtoushan au cœur des monts Qilian et décrit en 2008. En Allemagne, la famille est connue par Eudibamus découvert en Thuringe et décrit en 2000 par Bermann, le genre n'est connu que par une espèce Eudibamus cursoris.